# يو إف سي 275
يو إف سي 275: تيكسيرا ضد بروتشازكا (بالإنجليزية: UFC 275: Teixeira vs. Procházka)‏ هو حدث لفنون القتال المختلطة نظمته يو إف سي، أُقيم في 12 يونيو 2022، على ملعب سنغافورة الداخلي في كالانغ، سنغافورة.